# Gələbədin
Gələbədin è un comune dell'Azerbaigian situato nel distretto di Ağcabədi. Conta una popolazione di 1 180 abitanti.